# Sunny Lane
Sunny Lane (Georgia, 2 de marzo de 1980) es una actriz pornográfica estadounidense.

## Primeros años
Es hija de Shelby y Mike, una pareja de extrabajadores de transporte aéreo de mercancías. En su juventud fue patinadora profesional sobre ruedas y sobre hielo, y más tarde trabajó como instructora, así como de yoga y pilates.
Se formó como bailarina sobre hielo bajo la instrucción de James Millns y fue en los preparativos para las pruebas olímpicas con solo 12 años, cuando requirió una cirugía para corregir un hallux valgus.

## Carrera
Tras la prohibición de patinar debido al período de recuperación, comenzó a bailar desnuda con el fin de mantenerse financieramente. Se convirtió en estríper y ganó el premio a la Cabaretera del año en 2006, entregado por la empresa Déjà Vu. Lane fue invitada a asistir a la ceremonia de entrega de los Premios AVN de 2006, donde en una fiesta después del show, organizada por Sean Michaels, se encontró con un agente de Playboy. Comenzó a actuar en películas para adultos en el mismo año.
Su carrera es apoyada y administrada por sus padres, con quienes vive en un apartamento.
Apareció en el primer episodio del programa de telerrealidad My Bare Lady, el cual fue transmitido 7 de diciembre de 2006 por Fox, y en un episodio de Primetime: The Outsiders de ABC defendiendo su carrera. Fue invitada junto a sus padres al programa Geraldo at Large de Fox News el 18 de marzo de 2007, utilizando el seudónimo "Sunny Lee". También apareció en el programa de televisión Pants-Off Dance-Off de Fuse TV.
Lane anunció en junio de 2007 que, además de trabajar como actriz pornográfica, también haría apariciones como estríper en el circuito de strip clubs. También ha trabajado en el burdel Moonlite BunnyRanch de Nevada, varias veces a lo largo de su carrera.
Su actuación en la película de 2007 Goo Girls 26 le permitió adjudicarse un Premio AVN a la mejor escena de sexo POV. En 2008 protagonizó su primera escena de sexo anal en Big Wet Asses 13; la escena ganó un Premio AVN a la mejor escena de sexo anal.
Sunny Lane interpreta a Alicia en una nueva versión pornográfica de Las aventuras de Alicia en el país de las maravillas llamada Alice, producida por Erica McLean. Se estrenó en febrero de 2010.
En junio del 2011 Lane anunció que había encontrado al amor de su vida y que dejaría el rodaje de películas para concentrarse en su futuro matrimonio, aún no se conoce si este retiro es definitivo o solamente temporal.

## Vida personal
Residencia actual: Hollywood o en el Bosque Sagrado (Los Ángeles) 
Durante un tiempo, ella mantuvo una relación con Dennis Hof, propietario del burdel Moonlite BunnyRanch de Nevada.

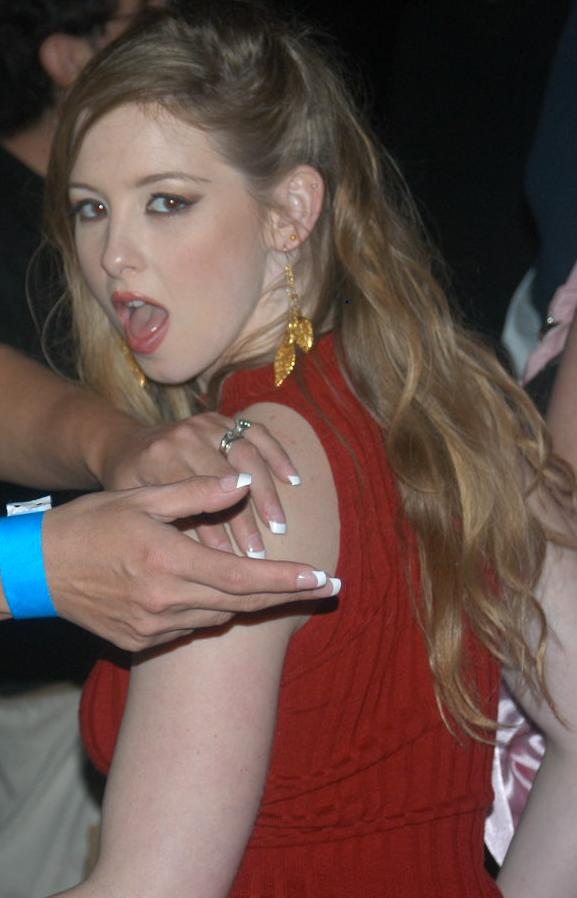
Sunny Lane.

## Premios
- 2007 Premio Adultcon – Best actress in an intercourse performance[21]
- 2008 Premio AVN – Mejor escena POV – Goo Girls 26[22]
- 2008 Premio Night Moves Adult Entertainment – Mejor estríper (elección de los fanes)[23]
- 2009 Premio AVN – Mejor escena de sexo anal – Big Wet Asses 13 (con Manuel Ferrara)[19]